# The Social Capital Foundation - TSCF
The Social Capital Foundation (Fundacja Kapitału Społecznego) – niezależna, pozarządowa organizacja typu non-profit, która zajmuje się promowaniem kapitału społecznego i spójności społecznej. Została utworzona w 2002 roku i ma siedzibę w Brukseli. 

## Kapitał społeczny
Kapitał społeczny to kluczowe pojęcie w ekonomii, zachowaniu organizacyjnym, naukach politycznych, psychologii społecznej i socjologii. Pierwsze zastosowanie terminu w jego współczesnym rozumieniu przypisuje się Jane Jacobs (lata 60. XX wieku), ale to Pierre Bourdieu wprowadził go w sposób systematyczny w 1972 i 1984 roku. Koncepcja została rozwinięta i spopularyzowana przez Jamesa Colemana. Powszechne uznanie zyskała w późnych latach 90. XX wieku, kiedy Bank Światowy poświęcił jej program badawczy, a Robert Putnam spopularyzował w swojej książce "Bowling Alone" (2000). Dalszy rozwój zawdzięcza pracy Patricka Hunouta (2003-2004) na temat rozpadu społecznych więzi w krajach rozwiniętych gospodarczo. Wielu myślicieli w krajach rozwijających się twierdzi, że idea ta jest konsekwencją współczesnych form imperializmu wspieranego przez organizacje charytatywne i organizacje pozarządowe, a funkcjonuje tylko po to, żeby biednych obwiniać za ich własne ubóstwo.

## Cel TSCF
TSCF zajmuje się popularyzacją kapitału społecznego, definiowanego jako zbiór psychicznych skłonności i postaw szerzących w społeczeństwie zachowania oparte na współpracy. W tym znaczeniu kapitał społeczny może być traktowany jako ekwiwalent znaczeniowy ducha wspólnoty. Propagatorami teorii ducha wspólnoty są Amitai Etzioni i założona przez niego Communitarian Network, ale pierwsze obawy dotyczące rozpadu wspólnoty przejawiali już twórcy nowoczesnej socjologii tacy jak Ferdinand Tönnies, Émile Durkheim, Georg Simmel czy szkoła chicagowska. TSCF promuje kapitał społeczny poprzez badania socjoekonomiczne, publikacje oraz inne wydarzenia. Fundacja regularnie organizuje konferencje międzynarodowe.

## The International Scope Review
TSCF wydaje The International Scope Review (TISR), międzynarodowe czasopismo naukowe, w którym publikowane są badania z pogranicza kilku dziedzin na temat współczesnych przemian, jakie zachodzą w krajach uprzemysłowionych. Poprzez połączenie trzech dyscyplin: relacji gospodarczych, międzyetnicznych i międzyosobowych, TISR próbuje przedstawić globalne zrozumienie przemian zachodzących w społeczeństwie i gospodarce.  
Od czasu utworzenia w 1999 roku pismo ukazało się 14 razy. Skupiono się w nim na zagadnieniach społecznych takich jak m.in.: osłabienie więzi społecznych w krajach rozwiniętych, definicja i pomiar kapitału społecznego, powiązania między zachowaniami samobójczymi a indywidualizmem, powstawanie nowych religii oraz współczesny kryzys więzi rodzinnych; ale również na zagadnieniach socjopolitycznych takich jak: rzeczywiste cele integracji europejskiej, konsekwencje masowej imigracji dla krajów zachodnich, potencjalny rozwój zorganizowanego społeczeństwa obywatelskiego oraz etyka podatkowa czy sprawiedliwość.

## Międzynarodowe konferencje TSCF
Międzynarodowe konferencje TSCF: 
- 2004 – konferencja w Brukseli poświęcona przyszłości rodziny (Bruksela, 11–13 maja 2004, "The Future of Family: Recomposition or Decomposition?" – „Przyszłość rodziny: odbudowa czy rozpad?”),

- 2005 – Konferencja Malta I poświęcona kapitałowi społecznemu (Buggiba, 20–22 września 2005, "Social Capital, Definition, Measurement, Applications" – „ Kapitał społeczny, definicja, pomiar, zastosowania”),

- 2008 – Konferencja Malta II poświęcona włączeniu społecznemu (Buggiba, 19–22 września 2008, "Perspectives on Social Capital and Social Inclusion" – „Perspektywy w ramach kapitału społecznego i włączenia społecznego”).

## Trzyczęściowy model przemiany społecznej
TISR oparty został na "trzyczęściowym modelu przemiany społecznej" z lat (1995-1996) i później opracowanym przez doktora Patricka Hunouta. Model ten stał się podstawą dla międzynarodowej publikacji naukowej The International Scope Review. W swojej pracy Hunout bada kształtowanie się – jak sam mówił – „Nowego Lewiatana” wokół hipotezy głoszącej, że wyższa klasa społeczeństwa dąży do utworzenia nowego porządku opartego na mniejszej równości i ograniczonej demokracji.  
Zgodnie z jego modelem wprowadzone przez „Nowego Lewiatana” strategie ściśle łączą ze sobą dziedziny relacji: gospodarczych, etnicznych i międzyosobowych. Strategie te polegają na szerzeniu idei gospodarczej elastyczności i nietrwałości, propagowaniu migracji i społeczeństwa wieloetnicznego, promowaniu wartości indywidualistycznych, hedonistycznych i konsumpcyjnych. Ostatecznie prowadzą one do powstania społeczeństwa słabego, zniewolonego przez wartości rynkowe i kontrole rządowe, które uznane są za nieodzowne ze względu na rosnącą niezdolność zatomizowanego społeczeństwa do stanowienia o sobie. Według tego podejścia strategie stosowane przez klasę rządzącą są przyczyną większości współczesnych trudności.

## Konsolidacja społeczeństwa poprzez kapitał społeczny
Stanowisko Fundacji Kapitału Społecznego wobec rozpadu więzi społecznych zostało wyrażone w różnych wydaniach The International Scope Review (1999, 2003, 2004, 2005), a zakłada ono szerzenie kapitału społecznego. 
W swoim ukierunkowaniu TSCF kładzie nacisk na:
- Społeczny wymiar gospodarki rynkowej: łagodzenie wpływu wolnego rynku na pogłębianie nietrwałości i kruchości społecznej, nie poprzez kontrole i biurokrację, ale przez rozwijanie polityk społecznie odpowiedzialnego biznesu, sektora gospodarczego typu non-profit oraz systemu partnerstwa między pracodawcami i pracownikami w duchu tego, co nazwano "kapitalizmem nadreńskim".

- Kluczową rolę klasy średniej w nowoczesnym społeczeństwie: promowanie społeczeństwa z rozbudowaną, wyedukowaną i zamożną klasą średnią zdolną do odegrania odpowiedzialnej roli w kształtowaniu spraw tak, by propagować życie demokratyczne, co może znaleźć odzwierciedlenie w dochodach, zarobkach i polityce podatkowej, jak również w praktykach edukacji i uczenia się.

- Potrzebę zwiększenia społecznej współpracy i zaangażowania: zgodnie z powyższymi stwierdzeniami mocniejsze społeczeństwo pociągnęłoby za sobą poważne zredukowanie roli rządów, zrównoważone poprzez jednoczesny wzrost znaczenia zorganizowanego społeczeństwa obywatelskiego (organizacje pozarządowe i niezależne). Rosłoby zaangażowanie obywateli w instytucjach sądowych i rządowych, a systemy prawny i podatkowy zostałyby zdemokratyzowane.

- Zachowanie tożsamości kulturowej dla integracji wspólnoty: polityki dotyczące migracji uległyby zaostrzeniu, a na plan pierwszy wysunęłyby się polityki rozwoju socjoekonomicznego trzeciego świata, zaś przypisywanie narodowości byłoby uzależnione od akceptacji wspólnoty.

- Wreszcie podniesienie poziomu kapitału społecznego doprowadziłoby do zmiany wielu codziennych zachowań, na przykład do zredukowania zachowań indywidualistycznych, rozwijania gotowości do kompromisu i krytycznego podejścia do wartości konsumpcyjnych, jak również do wprowadzenia na nowo zasad grzeczności i koleżeństwa w obrębie rodziny, wobec sąsiadów i w relacjach międzyosobowych po to, abyśmy znowu nauczyli się wspólnie żyć.